# Johann Hartmann (Bürgermeister)
Johann Hartmann (* 14. oder 15. Jahrhundert; † um 1450 in Aachen) war Schöffe und Bürgermeister der Reichsstadt Aachen.

## Leben und Wirken
Hartmann gehörte spätestens ab 1437 dem Rat der Stadt Aachen an und wurde 1438 zum Rentmeister ernannt. In diesen Jahren wurde er auch Mitglied in der „Bockzunft“, der Gesellschaft der Patrizier, in der sich die Gelehrten, Ärzte, Juristen, Kaufleute und Beamte organisiert hatten. Ab 1442 übertrug man ihm das Amt des Sendschöffen und nahm ihn spätestens 1444 in das Aachener Schöffenkollegium auf. Schließlich wurde Hartman 1446 zum Bürgermeister der Freien Reichsstadt Aachen gewählt.
Johann Hartmann war verheiratet und hatte mehrere Kinder.